# Actenodia marseuli
Actenodia marseuli là một loài bọ cánh cứng trong họ Meloidae. Loài này được Kirsch miêu tả khoa học năm 1880.